# Ada Benjamin
Ada Benjamin (née le 18 mai 1994) est une athlète nigériane, spécialiste des épreuves de sprint.

## Biographie
En 2014, lors des Jeux du Commonwealth se déroulant à Glasgow en Écosse, elle remporte la médaille d'argent du relais 4 × 400 m en compagnie de Patience Okon George, Regina George et Folashade Abugan.
Le 20 mars 2016, Benjamin échoue dans un premier temps au pied du podium avec ses coéquipières du relais 4 x 400 m lors des championnats du monde en salle de Portland derrière les États-Unis (3 min 26 s 38), la Pologne (3 min 31 s 15) et la Roumanie (3 min 34 s 03). La disqualification successive de la Roumaine Mirela Lavric lui permet de récupérer la médaille de bronze.

### Palmarès
| Date | Compétition                    | Lieu      | Résultat | Épreuve   | Performance   |
| ---- | ------------------------------ | --------- | -------- | --------- | ------------- |
| 2014 | Jeux du Commonwealth           | Glasgow   | 2e       | 4 × 400 m | 3 min 24 s 71 |
| 2014 | Championnats d'Afrique         | Marrakech | 1re      | 4 × 400 m | 3 min 28 s 87 |
| 2014 | Coupe continentale             | Marrakech | 3e       | 4 × 400 m | 3 min 25 s 51 |
| 2016 | Championnats du monde en salle | Portland  | 3e       | 4 x 400 m | 3 min 34 s 03 |

### Records
| Épreuve | Performance | Lieu      | Date         |
| ------- | ----------- | --------- | ------------ |
| 400 m   | 51 s 68     | Marrakech | 11 août 2014 |